# Marina Marta Vlad
Marina Marta Vlad, née le 8 mars 1949 à Bucarest, est une compositrice roumaine.

## Biographie
Marina Marta Vlad nait à Bucarest le 8 mars 1949. Elle étudie le violon avec Cecilia Geanta au Lycée de Musique de Bucarest et est diplômée en 1973 de l'Université nationale de musique de Bucarest où elle reçoit également un prix de composition. Elle y a pour professeur Tudor Ciortea, Ștefan Niculescu (en) et Aurel Stroë en composition et Zeno Vancea et Myriam Marbe en contrepoint. Après avoir terminé ses études, elle accepte un poste dans la même université où elle enseigne jusqu'en 2002. 
Elle est mariée au compositeur Ulpiu Vlad (ro),.

## Œuvres

### Œuvres orchestrales
- Mouvement symphonique, 1979
- Images pour cordes et orchestre, 1980

### Musique de chambre
- Sonate pour violon et piano, 1978
- Quatuor à cordes n°1, 1981
- Quatuor à cordes n°2, 1982
- Inscripții pentru pace (trio à cordes n°1) pour violon, alto et violoncelle, 1984
- Vis de pace (trio à cordes n°2) pour violon, alto et violoncelle, 1985
- Trio à cordes n°3, pour violon, alto et violoncelle, 1986
- Raze de lumină, pour flûte, hautbois et clarinette, 1988
- Gânduri de viitor, pour flûte, violon, alto et violoncelle, 1989
- Natura moartă I, pour hautbois, 1996
- Natura moartă II, pour clarinette, 1997
- Natura moartă IV, pour violon, 1998
- Natura moartă V, pour alto, 1999
- Natura moartă VI, pour violoncelle, 2000
- Natura moartă VII, pour flûte, 2000
- Natura moartă VIII, pour basson, 2001

### Œuvres chorales
- Pământul acestei țări (texte de Ion Brad) cantate pour baryton, chœur mixte et orchestre, 1987

### Œuvres pour piano
- Rondo, 1978
- Sonate, 1981
- Legenda, 1983
- În căutarea jocului, 1983
- În căutarea jocului n°2, 1994
- Natura moartă III, 1997[2]